# Król w Kraju Rozkoszy
Król w Kraju Rozkoszy – komedia Franciszka Zabłockiego z 1786.
Pierwsze wystawienie komedii odbyło się w lutym 1787 w Warszawie. Na początku XIX wieku autor poprawił tekst utworu. Pierwsza publikacja drukiem miała miejsce w 1960. Komedia jest przeróbką utworu francuskiego dramaturga Marca-Antoine'a Legranda, jednak zaczerpnięta osnowa sztuki wypełniona jest przez Zabłockiego oryginalnymi pomysłami i rodzimymi wątkami.
Komedia odbiega treściowo od innych dramatów klasycystycznych. Pojawiają się w niej zdarzenia nieprawdopodobne i fantastyczne oraz postaci, jak czarnoksiężnik Alzor, rycerz Filander, księżniczka Ludwila, Sylfy, Gnomy, Najady. Sztuka nawiązuje do estetyki karnawału, w którym wszelkie normy są odwracane, oraz commedi dell’arte. Odwołuje się zarówno do toposów literatury wysokiej, jak i niskiej (np. kraina szczęścia i obfitości, przemiana prostaka w króla i degradacja władcy). Tekst zawiera refleksje na temat ludzkiej egzystencji, parodie, np. monologu Hamleta, aluzje do spraw współczesnych, postaw i poglądów szlachty, króla Stanisława Augusta Poniatowskiego. W języku komedii obecne jest słownictwo potoczne.